# Catedral de San Buenaventura (Bania Luka)
La Catedral de San Buenaventura (en bosnio y croata: : Katedrala svetog Bonaventure) en Bania Luka es una de las cuatro catedrales católicas en el país europeo de Bosnia y Herzegovina. Es la sede de la diócesis de Bania Luka, actualmente dirigida por el obispo Franjo Komarica.
La catedral fue construida en honor a San Buenaventura, un teólogo franciscano de la Edad Media. Fue construido por Alfred Pichler en la década de 1970 después de que el edificio original hubiese sido dañado en un terremoto.
El edificio sufrió daños durante la guerra de Bosnia, pero fue reinaugurado en 2001 después de la finalización de las reparaciones.